# Liste der Monuments historiques in Mauprévoir
Die Liste der Monuments historiques in Mauprévoir führt die Monuments historiques in der französischen Gemeinde Mauprévoir auf.

## Liste der Bauwerke
| Bezeichnung | Beschreibung              | Standort | Kennzeichnung | Schutzstatus | Datum | Bild |
| ----------- | ------------------------- | -------- | ------------- | ------------ | ----- | ---- |
| Schloss     | Erbaut im 14. Jahrhundert | (Lage)   | PA86000058    | Inscrit      | 2018  |      |

## Liste der Objekte
- Monuments historiques (Objekte) in Mauprévoir in der Base Palissy des französischen Kultusministeriums